# Стокбридж (Массачусетс)
Стокбридж (англ.  Stockbridge) - город в округе Беркшир на западе штата Массачусетс, США. Население при переписи 2010 года составляло 1947 человек. Основными достопримечательностями города Стокбридж являются: Музей Нормана Роквелла, Центр Остин Риггс (психиатрическое лечебное учреждение), Честервуд (летняя резиденция и студия американского скульптора Дэниэла Честера Френча).  

## История
Стокбридж был основан британскими миссионерами в 1734 году, которые основали его как город для молитв для индейцев Стокбриджа, местного могиканского племени. Городок был выделен для племени колонистами Массачусетса в качестве награды за их помощь против французов во франко-английских конфликтов. Преподобный Джон Сержант из Ньюарка, штат Нью-Джерси был первым миссионером. На этом его посту сменил Джонатан Эдвардс - христианский богослов, связанный с первым Великим пробуждением.
Первоначально зафрахтованный как индейский город в 1737 году, деревня 22 июня 1739 года была названа Стокбридж. Миссионеры назвали его в честь Стокбриджа в Хэмпшире, Англия. Хотя Генеральный суд Массачусетса заверил индейцев Стокбриджа, что их земля никогда не будет продана впоследствии данное соглашение было аннулировано. Несмотря на помощь племени американским патриотам во время войны за независимость США, их вынудили переселиться на запад, сначала в Нью-Йорк, а затем в Висконсин. Деревня была захвачена европейскими американскими поселенцами.
С появлением железной дороги в 1850 году Стокбридж превратился в летний курорт для богатых жителей Бостона и других крупных городов. Многие большие дома, названные Berkshire Cottages, были построены в этом районе до первой мировой войны и введения подоходного налога. Одно поместье на границе с городом Леноксом, Тэнглвуд было приспособлено для использования в качестве летнего дома Бостонского симфонического оркестра.
С 1853 года Стокбридж пользуется преимуществами присутствия Laurel Hill Association - общества по благоустройству деревень и сохранению естественного облика США. Общественная организация Stockbridge Bowl Association поддерживает и сохраняет природный ландщафт Стокбриджа и окружающих его Буллардовых лесов.
Стокбридж был домом Элизабет Фриман, освобожденной рабыни в конце ее жизни. Бывшая рабыня обратилась к адвокату Теодору Седжвику, чтобы тот подал от ее имени иск о свободе, основываясь на положениях новой Конституции штата от 1780 года.  Ее дело рассматривалась совместно с делом раба Брома. В результате окружной суд постановил, что они оба свободны по Конституции. Их дело послужило прецедентом для более позднего дела в Верховном суде штата, фактически положившего конец рабству в Массачусетсе.  Впоследствии Фриман устроилась в качестве свободной женщиной на работу в дом Седжвика, который стал судьей штата. В хозяйстве также работал Агрипп Халл свободный темнокожий ветеран войны, ставший крупнейшим чернокожим землевладельцем в Стокбридже. Фриман была похоронена на семейном участке Седжвик на кладбище Стокбридж.
Кэтрин Мария Седжвик, дочь Теодора и его жены, стала известным литературным деятелем XIX века. Она родилась в Стокбридже в 1789 году. Она является автором шести романов, в том числе самого известного ее романа «Надежда Лесли» (1827).
В районе Кертисвилля, ныне известном как Интерлакенская часть Стокбриджа, Альбрехт Пагенстехер, иммигрант из Саксонии в марте 1867 года основал первую в США фабрику по производству газетной бумаги на древесной основе. Город имеет статус художественной колонии. Скульптор Дэниел Честер Френч жил и работал в своем доме и студии под названием Честервуд. Норман Роквелл написал многие из своих работ в Стокбридже.

## География и климат
По данным Бюро переписи населения США , город имеет общую площадь 61,3 км 2 из которых 58,9 км 2 земельный фонд, а  2,4 км 2 водные ресурсы. Стокбридж граничит с Ричмондом на северо-западе, Леноксом на севере и северо-востоке, Ли на востоке, Грейт-Баррингтоном на юге и Западным Стокбриджем на западе. Город расположен в 13,5 милях (21,7 км) к югу от Питтсфилда , в 35 милях (56 км) к юго-востоку от Олбани, штат Нью-Йорк , в 45 милях (72 км) к западу-северо-западу от Спрингфилда.и 130 миль (210 км) к западу от Бостона.
Стокбридж, расположенный среди Беркширских гор , впадает в реку Хаусатоник, протекающую через центр города. Река питается несколькими заболоченными ручьями и озерами, в том числе озером Могавк на западе, озером Агавам на юге, озером Аверик на северо-западе и озером Махкинак, также известным как Стокбридж-боул на севере. Стокбридж Боул (Stockbridge Bowl) - это городской пляж, лодочный клуб и летний лагерь Camp Mah-Kee-Nac.
Город почти пополам разделен трассой I-90. Есть выходы в соседних West Stockbridge и Lee. Несколько государственных маршрутов, в том числе Route 102 , Route 183 и US Route 7, проходят через город, маршруты 102 и 7 разделяют небольшой участок в центре Стокбриджа, а маршруты 102 и 183 встречаются в деревне Ларриуог. В этой деревне находятся Ботанический сад Беркшира и музей Нормана Роквелла. К югу оттуда, в деревне Глендейл, штат Массачусетс, находится Честервуд.
Housatonic Railroad главная железнодорожная линия между Питсфилде и Грейт Баррингтон, проходит через город и лежит в основном на южном берегу реки. Город расположен вдоль автобусной линии Беркширского регионального управления транзита (BRTA), которая обеспечивает обслуживание между Питтсфилдом и Грейт-Баррингтоном. Питтсфилд также является местом ближайшего регионального автобусного сообщения, а также регионального сервиса Amtrak . Есть местные аэропорты в Питтсфилде и Грейт-Баррингтоне, а ближайшее национальное воздушное сообщение находится в международном аэропорту Олбани в Нью-Йорке.
| Климатические данные для Стокбриджа, Массачусетс (нормы 1981–2010 гг.) | Климатические данные для Стокбриджа, Массачусетс (нормы 1981–2010 гг.) | Климатические данные для Стокбриджа, Массачусетс (нормы 1981–2010 гг.) | Климатические данные для Стокбриджа, Массачусетс (нормы 1981–2010 гг.) | Климатические данные для Стокбриджа, Массачусетс (нормы 1981–2010 гг.) | Климатические данные для Стокбриджа, Массачусетс (нормы 1981–2010 гг.) | Климатические данные для Стокбриджа, Массачусетс (нормы 1981–2010 гг.) | Климатические данные для Стокбриджа, Массачусетс (нормы 1981–2010 гг.) | Климатические данные для Стокбриджа, Массачусетс (нормы 1981–2010 гг.) | Климатические данные для Стокбриджа, Массачусетс (нормы 1981–2010 гг.) | Климатические данные для Стокбриджа, Массачусетс (нормы 1981–2010 гг.) | Климатические данные для Стокбриджа, Массачусетс (нормы 1981–2010 гг.) | Климатические данные для Стокбриджа, Массачусетс (нормы 1981–2010 гг.) | Климатические данные для Стокбриджа, Массачусетс (нормы 1981–2010 гг.) |
| Месяц                                                                  | Янв                                                                    | Фев                                                                    | Мар                                                                    | Апр                                                                    | Может                                                                  | Июн                                                                    | Июл                                                                    | Авг                                                                    | Сен                                                                    | Октябрь                                                                | Ноя                                                                    | Декабрь                                                                | Год                                                                    |
| ---------------------------------------------------------------------- | ---------------------------------------------------------------------- | ---------------------------------------------------------------------- | ---------------------------------------------------------------------- | ---------------------------------------------------------------------- | ---------------------------------------------------------------------- | ---------------------------------------------------------------------- | ---------------------------------------------------------------------- | ---------------------------------------------------------------------- | ---------------------------------------------------------------------- | ---------------------------------------------------------------------- | ---------------------------------------------------------------------- | ---------------------------------------------------------------------- | ---------------------------------------------------------------------- |
| Средняя высокая ° F (° C)                                              | 32,5 (0,3)                                                             | 35,8 (2,1)                                                             | 45,1 (7,3)                                                             | 57,6 (14,2)                                                            | 69,6 (20,9)                                                            | 77,4 (25,2)                                                            | 81,3 (27,4)                                                            | 79,3 (26,3)                                                            | 71,2 (21,8)                                                            | 60,1 (15,6)                                                            | 48,4 (9,1)                                                             | 36,6 (2,6)                                                             | 57,9 (14,4)                                                            |
| Средняя низкая ° F (° C)                                               | 12,7 (-10,7)                                                           | 14,3 (-9,8)                                                            | 23,3 (-4,8)                                                            | 33,5 (0,8)                                                             | 43,4 (6,3)                                                             | 51,8 (11,0)                                                            | 56,9 (13,8)                                                            | 55,6 (13,1)                                                            | 47,6 (8,7)                                                             | 36,9 (2,7)                                                             | 29,5 (-1,4)                                                            | 18,9 (-7,3)                                                            | 35,4 (1,9)                                                             |
| Среднее количество осадков в дюймах (мм)                               | 3,67 (93)                                                              | 2,87 (73)                                                              | 3,82 (97)                                                              | 3,71 (94)                                                              | 4,31 (109)                                                             | 4,02 (102)                                                             | 4,13 (105)                                                             | 4,56 (116)                                                             | 3,93 (100)                                                             | 3,99 (101)                                                             | 3,85 (98)                                                              | 3,74 (95)                                                              | 46,60 (1184)                                                           |
| Средний снегопад в дюймах (см)                                         | 16,2 (41)                                                              | 16,1 (41)                                                              | 11,4 (29)                                                              | 3,6 (9,1)                                                              | 0,1 (0,25)                                                             | 0 (0)                                                                  | 0 (0)                                                                  | 0 (0)                                                                  | 0 (0)                                                                  | 0 (0)                                                                  | 4,7 (12)                                                               | 12,8 (33)                                                              | 64,9 (165)                                                             |
| Среднее количество дней с осадками                                     | 10                                                                     | 9                                                                      | 11                                                                     | 12                                                                     | 12                                                                     | 11                                                                     | 11                                                                     | 11                                                                     | 10                                                                     | 9                                                                      | 11                                                                     | 10                                                                     | 127                                                                    |

## Демография
По состоянию на перепись населения проведенную в 2000 года численность населения составляла 2 276 человек, 991 домашнее хозяйство и 567 семей, проживающих в городе. По численности населения Стокбридж занимает двенадцатое место из 32 городов и поселков в округе Беркшир и 285-е место из 351 города в Массачусетсе.
Плотность населения составляла 99,2 человека на квадратную милю (38,3/км 2), что занимает 12-е место в округе и 281-е место в США. 1 571 единица жилья в средней плотности 68,5 за квадратную милю (26,4 / км 2). Расовый состав города: 96.92% белых, 1.23% афро-американецев, 0,04% коренных американцев  0,44% азиатов, 0,04% жителей тихоокеанских островов, 0,97% представителей иных рас. 
На территории города проживает 991 домохозяйство, из которых 18,9% имеют детей в возрасте до 18 лет, проживающих с ними, 47,4% были супружескими парами, живущими вместе, 6,9% семей женщины проживали без мужей, а 42,7% не имели семьи. 36,7% всех домохозяйств состоят из отдельных лиц и 15,1% из них кто-то одинокие люди 65 лет и старше. 
В городе население было рассредоточено: 15,2% в возрасте до 18 лет, 6,3% от 18 до 24 лет, 22,5% от 25 до 44 лет, 33,5% от 45 до 64 лет и 22,5% в возрасте 65 лет и старше. старшая. Средний возраст составлял 49 лет. На каждые 100 женщин приходилось 91,3 мужчин. На каждые 100 женщин возрастом 18 лет и старше насчитывалось 87,5 мужчин.  
Средний доход семьи в городе составлял 48 571 доллар, а средний доход семьи - 59 556 долларов. Средний доход мужчин составлял 32 500 долларов США по сравнению с 27 969 долларами США для женщин. Доход на душу населения в городе составлял 32 499 долларов. Около 1,7% семей и 8,5% населения были ниже черты бедности , в том числе 1,2% из них моложе 18 лет и 4,1% тех, кто в возрасте 65 лет и старше.  

## Правительство
Стокбридж управляется открытым городским собранием, проводимым ежегодно в третий понедельник мая, и избранным Советом избранных из трех членов. В городе есть собственная полиция, пожарная охрана и отдел общественных работ, три пожарных депо и два почтовых отделения. Городская библиотека, расположенная в центральном поселке, подключена к районной библиотечной сети. Ближайшая больница Fairview Hospital находится в соседнем Грейт-Баррингтоне.
На уровне штата Стокбридж представлен в Палате представителей Массачусетса четвертым округом Беркшир, который охватывает южную часть округа Беркшир, а также самые западные города округа Хэмпден. В Сенате Массачусетса город представлен округами Беркшир, Хэмпшир и Франклин, в которые входят все округа Беркшир и округа Западный Гэмпшир и Франклин.
На национальном уровне Стокбридж представлен в Палате представителей США как часть 1 -го избирательного округа Массачусетса, а с января 2013 года его представляет Ричард Нил из Спрингфилда. В настоящее время Массачусетс в Сенате США представляет старший сенатор Элизабет Уоррен. и младший сенатор Эд Марки.

## Образование
Первая школа в Стокбридже была открыта в 1737 году под руководством Джона Сержанта, миссионера местных могиканских индейцев. Он служил школой для христианского воспитания индийских детей. 
В годы, предшествовавшие американской войне за независимость, было открыто несколько небольших школ для обучения детей новых поселенцев. 
Учащиеся из Стокбриджа, его небольших деревень Интерлакен, Глендейл и Ларриуог, а также из соседнего города Вест-Стокбридж также посещали городскую среднюю школу Уильямс, основанную в 1872 году. В апреле 1968 года школа закрылась после почти десятилетних споров о школьной регионализации и провалилась. избирательные меры. После того, как в 1964 году штат отказался финансировать строительство нового здания средней школы, избиратели Стокбриджа одобрили план регионализации, чтобы объединить Грейт-Баррингтон и Западный Стокбридж в объединенный школьный округ. 
В 1968 году студенты Стокбриджа присоединились к ученикам средней школы Сирлза в Грейт-Баррингтоне и перешли в новую региональную среднюю школу, расположенную в Грейт-Баррингтоне. 
Здание бывшей школы Stockbridge Plain School, построенное в 1914 году, было разделено между начальной школой и средней школой Williams до открытия региональной средней школы Monument Mountain в 1968 году. 
Сегодня Стокбридж, наряду с Западным Стокбриджем и Грейт-Баррингтоном, остаются членами Регионального школьного округа Беркшир-Хиллз. Все учащиеся округа посещают школу в Грейт-Баррингтоне: учащиеся начальной школы - региональную начальную школу Мадди-Брук, учащиеся средней школы - региональную среднюю школу Монумент-Вэлли, и учащиеся старших классов - региональную среднюю школу Монумент-Маунтин. Помимо государственных школ, в соседних городах есть частные и религиозные школы.  
Ближайший общественный колледж - филиал Южного округа Беркширского муниципального колледжа в Грейт-Баррингтоне. Ближайший государственный колледж - Массачусетский колледж гуманитарных наук в Северном Адамсе , а ближайший государственный университет - Массачусетский университет в Амхерсте. Ближайший частный колледж - Бард-колледж в Саймонс-Рок, также в Грейт-Баррингтоне.  